# Karol Barwicz
Karol Barwicz (ur. 1872, zm. w grudniu 1940) – polski inżynier kolejowy, urzędnik, działacz społeczny.

## Życiorys
Był synem Ludwiki (1850–1921). Ukończył studia z tytułem inżyniera. W 1909 był starszym inżynierem C. K. Ministerstwa Kolei. Podczas I wojny światowej jako zastępca dyrektora lwowskiej kolei, został odznaczony Krzyżem Wojennym za Zasługi Cywilne II klasy.
Jako były austriacki wicedyrektor, w czasie odzyskania przez Polskę niepodległości od listopada 1918 sprawował czynności kierownika Tymczasowego Zarządu Polskiej Dyrekcji Kolejowej (wcześniej Narodowy Komitet Kolejowców-Polaków, NKKP), a później został mianowany przez Tymczasową Komisję Rządzącą we Lwowie dyrektorem kolei we Lwowie. W latach 20. II Rzeczypospolitej sprawował stanowisko dyrektora Dyrekcji Kolei Państwowych we Lwowie, z tego stanowiska w połowie 1925 został przeniesiony na posadę dyrektora Dyrekcji Kolei Państwowych w Krakowie (zamieniony stanowiskami z inż. Pawłem Prachtel-Morawiańskim) i pełnił je w kolejnych latach. Został wybrany zastępcą prezesa VII Ogólnopolskiego Zjazdu inżynierów kolejowych w Krakowie na początku października 1927. 4 sierpnia 1928 został wybrany przewodniczącym komitetu V Tygodnia Obrony Powietrznej i Przeciwgazowej w Krakowie. Był budowniczym domu wypoczynkowego dla kolejarzy w Krynicy określanego jako „Barwiczówka”. Został zwolniony ze stanowiska w Krakowie na początku 1929. Później został dyrektorem tramwajów we Lwowie.
Był wieloletnim członkiem Polskiego Towarzystwa Politechnicznego we Lwowie (w 1935 – 38 rok). W latach 20. zasiadał w Radzie Seniorów TS Wisły Kraków. Został pierwszym prezesem założonego w 1928 Związku Opieki nad Zwierzętami (ZOZ) w Krakowie.
Podczas II wojny światowej, w marcu 1940 został aresztowany przez NKWD i wywieziony ze Lwowa. Zmarł w więzieniu w grudniu 1940.
Jego żoną była Stanisława (1879–1943), z którą mieli córkę Irenę (ur. 9 marca 1904, zm. 20 stycznia 1920 w wieku 16 lat podczas epidemii hiszpanki), której nagrobek na Cmentarzu Łyczakowskim we Lwowie wykonał rzeźbiarz Henryk Karol Perier) oraz synów Stanisława (ur. 1900, inż. chemika) i Aleksandra (ur. 1902, absolwenta Politechniki Lwowskiej, konstruktora aparatów radiowych, teoretyka w tej dziedzinie, zatrudnionego w fabryce Zieleniewskiego w Krakowie, który przybywszy stamtąd nieoczekiwanie popełnił samobójstwo przy grobie siostry 28 kwietnia 1932 mając 30 lat).

## Ordery i odznaczenia
- Krzyż Komandorski Orderu Odrodzenia Polski (27 grudnia 1924)[23]
- Krzyż Wojenny za Zasługi Cywilne II klasy (Austro-Węgry)[4]